# Церковь Успения Пресвятой Богородицы (Обухово)
Церковь Успения Пресвятой Богородицы — приходской православный храм в деревне Обухово Солнечногорского района Московской области, построенный в 1789 году. Относится к Сергиево-Посадской епархии Русской православной церкви. Здание храма является объектом культурного наследия и находится под охраной государства.

## История храма

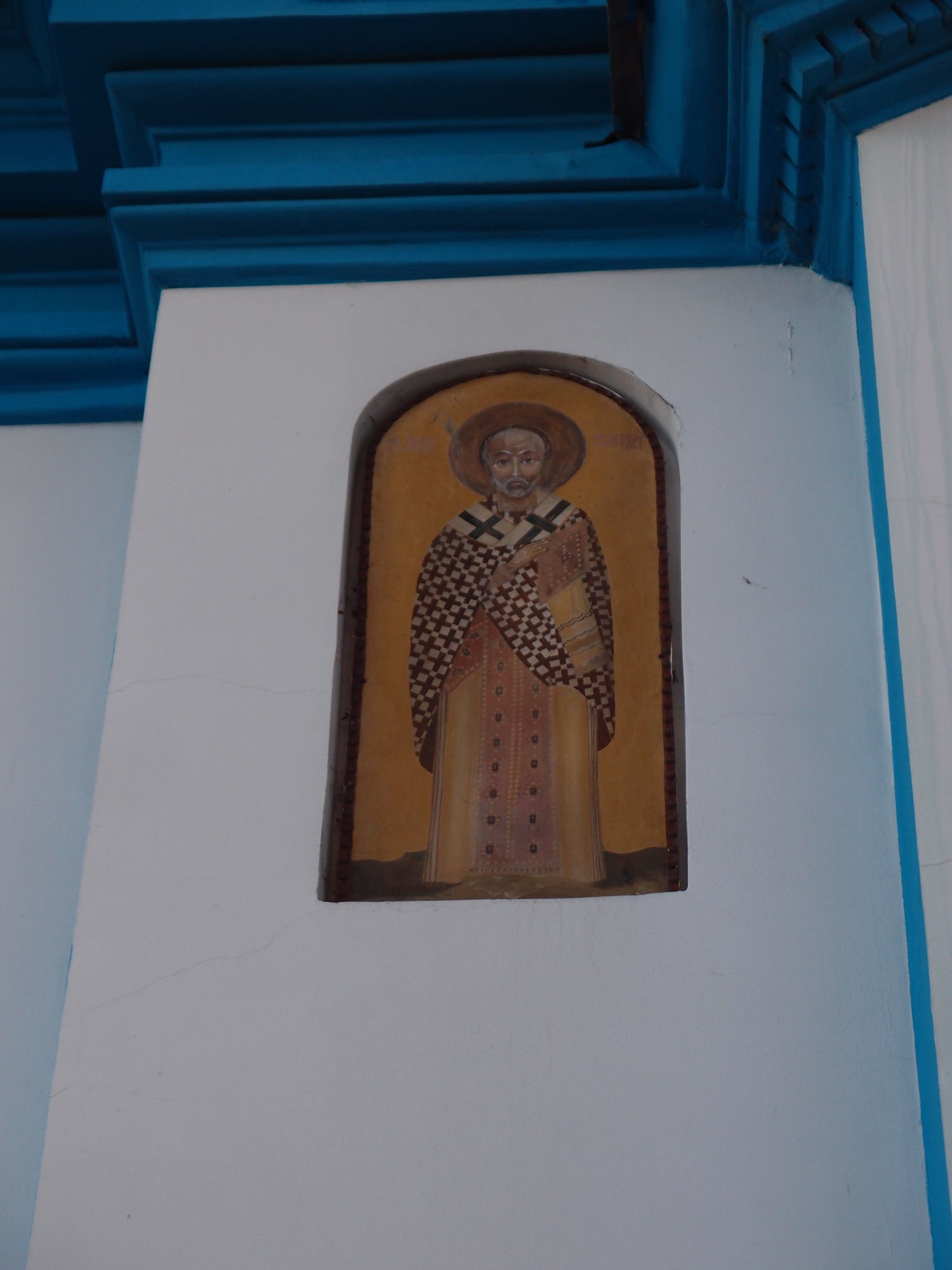
Икона-фреска

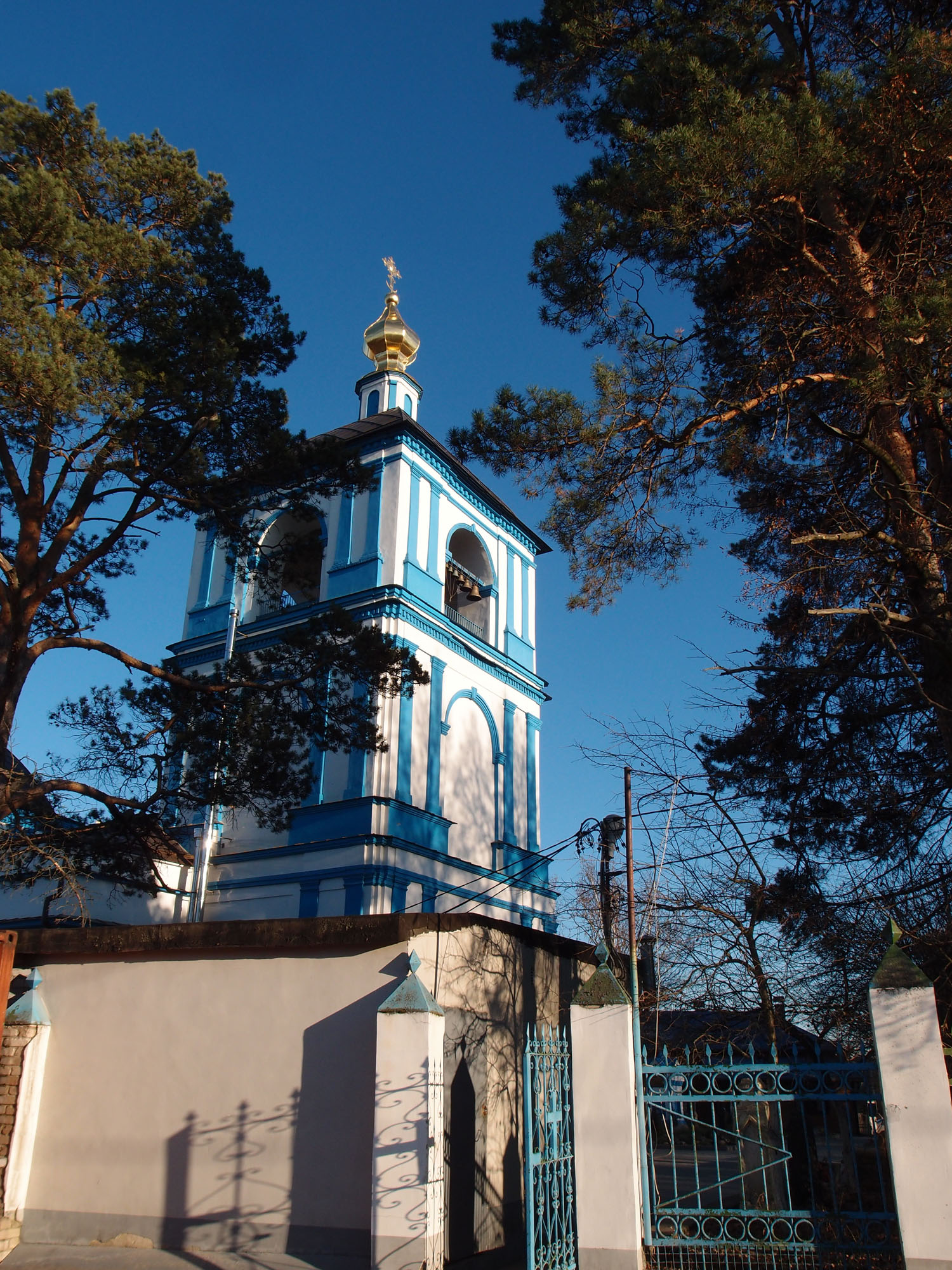
Колокольня

Ныне существующее здание каменного храма было построено в 1782—1789 годах «тщанием бывшего вотчинника прапорщика Андрея Петровича Лопухина» на месте древней деревянной церкви, первое упоминание о которой можно засвидетельствовать по документам и записям от 1627 года.
С 1837 по 1839 годы проводились строительные работы, которые позволили расширить трапезную и соединить церковь с отдельно стоящей колокольней. В трапезной были освящены престолы во имя святителя Алексия митрополита Московского и преподобного Сергия Радонежского. С 1881 по 1884 годы были пристроены приделы Рождества Пресвятой Богородицы и святого благоверного великого князя Александра Невского.
В настоящее время здание церкви представляет собой большой пятипридельный храм с хорошо сохранившейся настенной росписью. Здесь собраны различные иконы, а иконостас центрального престола выполнен из пяти ярусов.
Здесь долгое время после Великой Отечественной войны работал настоятелем протоиерей Владислав Шумов, праведник и молитвенник, обладавшим даром прозорливости. Родившись в 1902 году, он трудился в этом храме до самой своей кончины в 1996 году. Похоронен у алтарной стены церкви. На его могилке постоянно горит неугасимая лампада.

## Современное состояние
Храм постоянно совершенствуется, проводятся различные реставрационные и строительные работы. В марте 2012 года звонница церкви пополнилась новыми колоколами. С 2013 по 2014 годы были проведены работы по ремонту кровли здания. В июле 2014 года была освящена икона святителя Николая Чудотворца, выполненная в технике римской мозаики и установленная на внешнем фасаде храма — над входом в придел благоверного князя Александра Невского. В октябре 2014 года была освящена икона святого равноапостольного князя Владимира, выполненная в технике римской мозаики и установленная на внешнем фасаде храма — над входом в придел Рождества Пресвятой Богородицы. В 2015 году на территории при церкви была выложена брусчатка. В 2016 году были проведены работы по благоустройству территории: установлены скамейки и фонари, снесены старые постройки и завершено строительство нового строения. В ноябре была установлена и освящена икона Успения Пресвятой Богородицы на фасаде храма, над входом.
Успенский храм является памятником архитектуры федерального значения на основании постановления Совета Министров РСФСР № 624 от 4 декабря 1974 года.